# Götz Alsmann
Götz Alsmann est un chanteur, multi-instrumentiste et animateur allemand, né le 12 juillet 1957 à Münster.

## Récompenses et distinctions
- 2010 : prix Münchhausen

## Sources
- (de) Cet article est partiellement ou en totalité issu de l’article de Wikipédia en allemand intitulé « Götz Alsmann » (voir la liste des auteurs).